# Grama por centímetro cúbico
O grama por centímetro cúbico é uma unidade de densidade no Sistema Internacional de Unidades (SI), comumente usada em química. Seus símbolos oficiais no SI são g/cm3, g·cm−3 ou g cm−3. É equivalente às unidades grama por mililitro (g/mL) e quilograma por litro (kg/L). É definida pela divisão do grama, uma unidade de massa, pelo centímetro cúbico, uma unidade de volume. É uma unidade coerente no sistema CGS, mas não é uma unidade coerente do SI.
A densidade da água é aproximadamente 1 g/cm3, já que o grama foi originalmente definido como a massa de um centímetro cúbico de água em sua densidade máxima, aproximadamente a 4 °C (39 °F).

## Conversões
- 1 g/cm3 é igual a:
= 1000 g/L (exatamente)
= 1000 kg/m3 (exatamente)
≈ 62,4280 lb/cu ft (aproximadamente)
≈ 133,5265 oz/US gal (aproximadamente)
- 1 kg/m3 = 0,001 g/cm3 (exatamente)
- 1 lb/ft³ ≈ 0,01601846 g/cm3 (aproximadamente)
- 1 oz/gal (EUA) ≈ 0,00748915 g/cm3 (aproximadamente)